# Pyro Studios
Pyro Studios è stata un'azienda videoludica spagnola nata nel 1996. La fusione dell'azienda con la Play Wireless nel 2012 ha provocato la nascita della Pyro Mobile, chiusa nel 2017. La compagnia è nota per tre giochi di strategia, ovvero Commandos, Praetorians e Imperial Glory

## Storia
L'azienda raggiunse la fama nel 1998 con Commandos: Dietro le linee nemiche. Il successo del titolo richiese l'uscita nel 1999 di un'espansione con nuove missioni chiamata Commandos: Quando il dovere chiama, che tuttavia non necessitava del gioco originale.
Dopo il successo internazionale la società creò tre team di sviluppo distinti e si imbarcò in tre grandi progetti che si sono conclusi con sorte diversa.
Il primo progetto, denominato Cuore di pietra, che era un mix ambizioso gioco di avventura e arcade a 3D in tempo reale, con la possibilità di gestire fino a 8 personaggi diversi, è stato annullato nel 2000.
Il secondo, uscito nell'ottobre 2001, è stato Commandos 2: Men of Courage, che divenne un altro successo, tanto da generare versioni successive per PlayStation 2 e Xbox, che però sono state un fallimento commerciale.
Infine nel febbraio del 2003, dopo numerosi rinvii, uscì Praetorians, uno strategico in 3D ispirato alle campagne condotte da Giulio Cesare, che rese abbastanza bene sul mercato.
Nel mese di ottobre 2003, Pyro Studios ampliò la sua saga strategica con Commandos 3: Destination Berlin, questa volta senza ottenere lo stesso successo alla vendita rispetto ai titoli precedenti (anche se con esso la trilogia raggiunse in totale 5 milioni di copie vendute in tutto il mondo).
Nel 2005 uscì Imperial Glory, un gioco di strategia basato su conflitti storici tra i grandi imperi del XIX secolo.
Nella primavera del 2006 uscì in tutto il mondo Commandos: Strike Force, un gioco di sparatutto in prima persona nella seconda guerra mondiale, per PlayStation 2, Xbox e PC. È l'ultima incursione nella saga Commandos ad oggi; venne fortemente criticato e le vendite risultarono più basse di quanto ci si aspettasse, cosa che causò la rottura con l'editore Eidos Interactive.
Nel 2008 la produzione si è concentrata sul gioco Cops, che è stato annullato il 19 dicembre, e Planet 51, sulla base della licenza del film omonimo.
Nel 2012 dalla fusione con Play Wireless nacque Pyro Mobile, una società dedicata alla sviluppo di applicazioni per smartphone, tablet e social media. Il suo primo gioco per mobile, The Moleys, è uscito a dicembre 2012.

## Videogiochi sviluppati
- 1998 - Commandos: Dietro le linee nemiche
- 1999 - Commandos: Quando il dovere chiama
- 2001 - Commandos 2: Men of Courage
- 2003 - Praetorians
- 2003 - Commandos 3: Destination Berlin
- 2005 - Imperial Glory
- 2006 - Commandos: Strike Force
- 2008 - Planet 51